# Ґазах
Ґазах (азерб. Qazax) — місто на заході Азербайджану, адміністративний центр Ґазахського району. Розташоване на річці Акстафа, на висоті 323 м над рівнем моря, за 9 км на північний захід від залізничної станції Агстафа.

## Історія

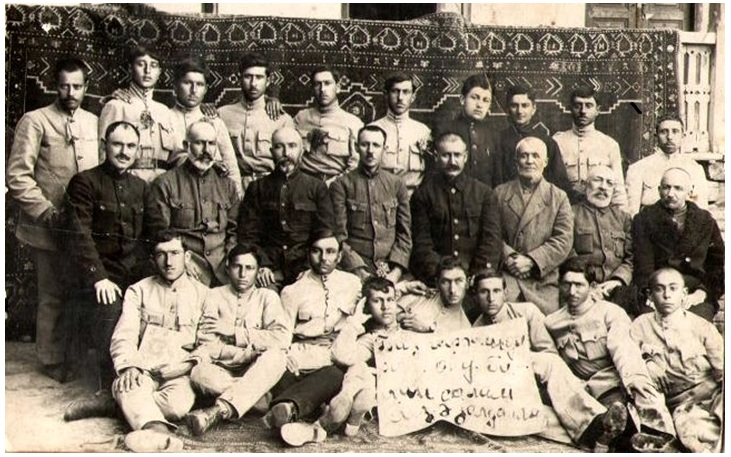
Викладачі та випускники Казахської учительської семінарії в 1924 році

У давнину Ґазахський район був частиною провінції Утік Королівства Вірменія до 387 р. н. е. Греко-римські історики від II століття до н. е. до IV століття н. е. стверджують, що Утік був провінцією Вірменії, з річкою Кура, що розділяла Вірменію та Албанію.
У XVIII столітті Ґазах був столицею Ґазахського султанату. В Російській імперії Ґазах був адміністративним центром Ґазахського повіту Єлізаветпольської губернії, за 10 км (9 верст) від станції Агстафа Закавказької залізниці і за 104 км (97½ вер.) від міста Єлизаветполя.
1909 року Казах отримує статус міста. 1918 року в місті на базі азербайджанського відділення Закавказької учительській семінарії міста Горі створено Ґазахську учительську семінарію, першим директором якої став Фірідун-бек Кочарлинський.
Від 1930 року — адміністративний центр Ґазахського району Азербайджану. Ґазах був переданий Азербайджанській РСР без особливого опору, хоча важко переоцінити його стратегічне значення для сучасних регіональних комунікаційних та енергетичних проєктів Азербайджан — Грузія — Туреччина.
У липні 2020 року Ґазах став місцем сутичок з Вірменією.

## Економіка

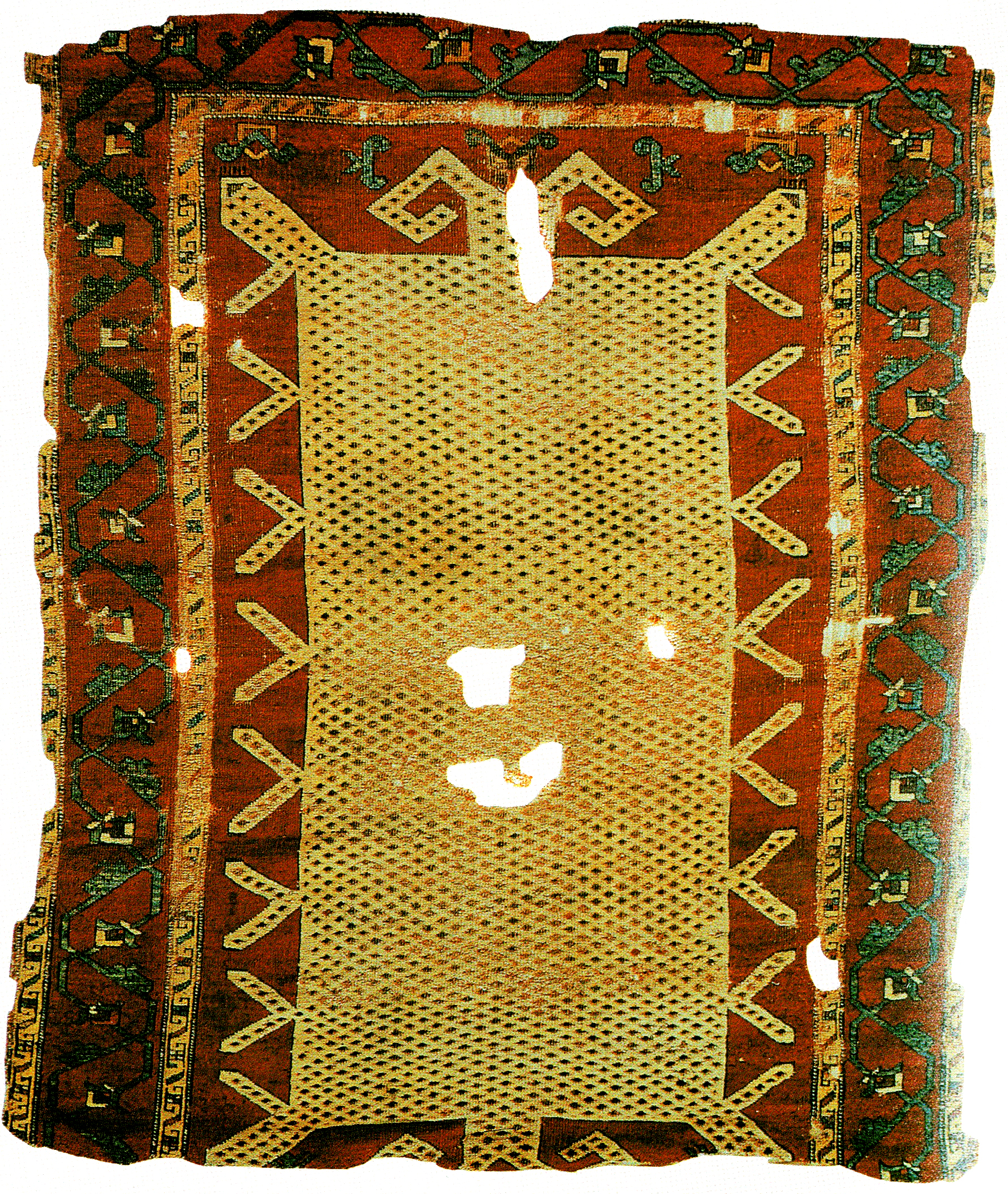
Килим XVIII століття з Ґазаха. Музей турецького та ісламського мистецтва, Стамбул

У місті розташовані килимова, бавовнопрядильна фабрика, а також підприємства харчової промисловості, сільськогосподарський технікум, медичне училище, народний театр. Ще в радянські роки Ґазах вважався центром виготовлення килимів з високим ворсом.

## Населення
За переписом населення Російської імперії 1897 року в Ґазасі мешкало 1769 осіб, з яких 802 (45,3 %) вірмени, 601 (34 %) азербайджанці (в джерелі — «татари»), 200 (11,3 %) росіян, 60 (3,4 %) грузинів, 45 (2,5 %) українців та інші. За даними «Кавказького календаря» на 1912 рік, у місті Ґазах мешкало 1050 осіб, переважно азербайджанці, зазначені «татарами». 1970 року в місті мешкало близько 13 000 осіб, 1991 року — близько 19 300 осіб. До 2013 року в Ґазасі мешкало близько 21 000 осіб (10 200 чоловіків і 10 800 жінок).
Основними заняттями населення є виготовлення килимів і конярство (порода Делібоз).

## Культура
Особливу увагу привертають печери Дамджили і Дашсалахли, які знаходяться на горі Авей. В результаті археологічних розкопок в печерах були виявлені вироби, що належать до епох палеоліту, неоліту, середніх віків. Згодом ця територія перетворилася в Державний історико-культурний заповідник.
Перша учительська семінарія на території Азербайджану відкрилася в місті Ґазах у 1918 році.
В культурі міста особливе місце займає поезія ашугів.

### Пам'ятки
- Історико-краєзнавчий музей
- Фортеця Геязен — за 15 км на захід від міста
- Дамджили булаги (джерело)
- Меморіальний комплекс Деде Коркуд
- Музей Молли Панаха Вагіфа і Молли Велі Відаді
- Державна картинна галерея
- Ґазахський державний драматичний театр
- Мечеть Джума
- Вірменська церква Святого Вардана[ru]
- Російська православна церква
- Пам'ятник Мехті Гусейну[ru]
- Пам'ятник Ісмаїлу Шихли[ru]
- Центр імені Гейдара Алієва (бібліотека, музей і планетарій).
- Парк Матері та дитини
- Парк просвітителів
- Парк імені Ісмаїла Шихли
- Парк імені Гейдара Алієва
- Штучне озеро
- Пам'ятник Делібоз Ат